# Sørvågen (Øksnes)
Sørvågen est une localité du comté de Nordland, en Norvège.

## Géographie
Administrativement, Sørvågen fait partie de la kommune d'Øksnes.